# Цибуканиј де Жос (Њамц)
Цибуканиј де Жос (рум. Țibucanii de Jos) насеље је у Румунији у округу Њамц у општини Цибукани. Oпштина се налази на надморској висини од 291 m.

## Становништво
Према подацима из 2002. године у насељу је живело 480 становника, од којих су сви румунске националности.